# سایو آیزاوا
سایو آیزاوا (به ژاپنی: 相沢 紗世, Aizawa Sayo)؛ زادهٔ ۲۴ ژوئیهٔ ۱۹۷۸) مدل، سلبریتی اهل ژاپن است.